# Fritz Uschner
Fritz Uschner (* 3. Dezember 1910 in Dresden; † 3. September 1966) war ein deutscher Parteifunktionär der SED. Er war Kandidat des Zentralkomitees der SED und Abgeordneter der Volkskammer der DDR.

## Leben
Uschner wurde im Dezember 1910 als Sohn einer Dresdner Arbeiterfamilie geboren. Nach dem Besuch der Volksschule erlernte er den Beruf eines Mechanikers, in dem er auch arbeitete. 1925 trat Uschner in die SAJ ein, mit Erreichen der Volljährigkeit wurde er 1928 Mitglied der SPD. Wie viele Sozialdemokraten war Uschner nach der Machtergreifung der Nationalsozialisten zeitweise inhaftiert. Dennoch wurde der Sachse als wehrwürdig angesehen und diente von 1939 bis 1945 in der Wehrmacht. Zum Kriegsende hin hatte es Uschner nach Magdeburg verschlagen, wo er bis 1946 eine kleine Baufirma führte. Zudem trat er wieder in seine alte Partei SPD ein. In der Zeit um 1950 lebte er in der Magdeburger Altstadt im Haus Leibnizstraße 44.
Im Zuge der Vereinigung von KPD und SPD wurde Uschner im April 1946 in die SED übernommen. Bald fand er innerhalb der Partei eine Beschäftigung, er wurde zum 2. Sekretär des SED-Kreisvorstandes Magdeburg ernannt. Einige Zeit später wechselte Uschner in den SED-Landesvorstand von Sachsen-Anhalt, wo er zunächst als einfacher Mitarbeiter, später als stellvertretender Abteilungsleiter tätig war. Nach geraumer Zeit kehrte er wieder zur SED-Kreisleitung Magdeburg zurück, wo er erneut als 2. Sekretär tätig war. Uschner hinterließ in seiner Arbeit offensichtlich soviel Eindruck, dass ihn der SED-Landesvorstand Sachsen-Anhalt für den III. SED-Parteitag, der im Juli 1950 stattfand, als Kandidat für das neu zu schaffende Zentralkomitee der SED vorschlug. Diesem Vorschlag wurde auf dem Parteitag auch entsprochen, der Magdeburger gehörte damit zum Kreis von 81 Spitzenfunktionären der SED. Des Weiteren wurde Uschner auch zur Volkskammerwahl im Oktober 1950 als Kandidat der SED von Sachsen-Anhalt vorgeschlagen und auch entsprechend gewählt.
In der Folge fiel Uschner allerdings zunehmend durch Verhaltensweisen auf, die der damaligen Parteilinie nicht entsprachen und somit die Zentrale Parteikontrollkommission (ZPKK) auf den Plan rief. Problem war laut Protokollen des Politbüros wohl vor allem Uschners Verhalten nach übermäßigem Alkoholgenuss. Das Sekretariat des ZK der SED leitete daraufhin am 13. Dezember 1951 eine Untersuchung gegen Uschner ein. In der Folge fand am 31. Januar 1952 in Anwesenheit des ZPKK-Vorsitzenden Hermann Matern eine Sitzung der SED-Kreisleitung Magdeburg statt, wo über Uschner debattiert wurde. Nach weiterer Untersuchung der Vorfälle erhielt Uschner am 24. März 1952 zunächst eine Verwarnung durch die Partei und wurde zu einem Lehrgang an die Landesparteischule geschickt. Als diese Maßnahmen nach Ansicht der Partei nicht fruchteten wurde beschlossen, Uschner nur noch als Gast zu Sitzungen des ZK zu laden. Des Weiteren wurde Uschner zur SED-Bezirksleitung Cottbus als Instrukteur versetzt. Nach weiteren, der Partei nicht genehmen, Vorkommnissen versetzte die SED-Führung Uschner als Instrukteur zur SED-Bezirksleitung Chemnitz. Dort brachte dann ein Ereignis das Fass für die Partei zum Überlaufen. Als am 5. März 1953 Stalin starb, gab es in der gesamten sozialistischen Welt tagelange Trauerfeierlichkeiten. Uschner kehrte hingegen an einem der folgenden Abende in dieser Zeit im bekannten Chemnitzer Hotel Chemnitzer Hof in die Bar ein und hielt sich dort bis zum frühen Morgen auf. In einer darauffolgenden Aussprache zeigte Uschner sich nach Lesart der Partei uneinsichtig. Daraufhin wurde auf der Politbürositzung vom 5. Mai 1953 beschlossen, Uschner aus der Partei auszuschließen und ihm das Volkskammermandat zu entziehen. Offiziell wurde es auf der kurz darauf folgenden 13. Tagung des ZK der SED am 13. und 14. Mai 1953 beschlossen. Auf dieser Tagung wurde unter anderem auch Franz Dahlem von Parteifunktionen entbunden. Veröffentlicht wurde dieser Beschluss im SED-Zentralorgan Neues Deutschland erst am 20. Mai 1953 im Zusammenhang mit dem Parteiausschluss von Lena Fischer und den Funktionsenthebungen von Hans Lauter. Die Begründung bei Uschner lautete „unmoralisches Verhalten“.
In der Folge fand der Ausgeschlossene zunächst eine Anstellung bei der Sozialversicherungskammer in Magdeburg, später war er beim VEB Binnenreederei Magdeburg tätig. Nachdem durch Chruschtschows Rede auf dem 20. Parteitag der KPdSU auch in der SED ein Umdenken eingesetzt hatte, wurde die ZPKK beauftragt, ihre Beschlüsse aus den frühen 1950er Jahren zu überprüfen. Im Rahmen der Überprüfung wurde Uschner rehabilitiert und auf der 29. Tagung des ZK der SED vom 12. bis zum 14. November 1956 wieder in die Partei aufgenommen. Auf der Politbürotagung vom 9. Oktober 1956 wurde dazu folgendes angemerkt: Die Anwendung von Parteierziehungsmaßnahmen, verbunden mit Entzug seiner Funktion als Kandidat des ZK und Volkskammerabgeordneter, wären auch damals ausreichend gewesen.
Uschner starb bereits mit 55 Jahren am 3. September 1966.